# Глухово (Дивеєвський район)
Глухово (рос. Глухово) — село в Дивеєвському районі Нижньогородської області Російської Федерації.
Населення становить 646 осіб. Входить до складу муніципального утворення Глуховська сільрада.

## Історія
Від 2009 року входить до складу муніципального утворення Глуховська сільрада.

## Населення
| 2002 | 2010 |
| ---- | ---- |
| 709  | ↘646 |